# Shahab Hosseini
Shahab Hosseini ou Shahab Hosseyni, de son nom complet Seyed Shahabeddin Hosseini Tonekaboni  (en persan : شهاب حسینی), né le 3 février 1974 à Téhéran, est un acteur iranien de cinéma et de télévision.

## Biographie
Durant ses études de psychologie à l'université de Téhéran, il décide d'immigrer au Canada. Il renonce cependant à ce projet et devient présentateur de programmes à la radio en Iran. Par la suite, il présente des émissions pour jeunes téléspectateurs et obtient quelques petits rôles dans des séries télévisées. Il devient célèbre en jouant dans des films comme Cette femme ne parle pas (In Zan Harf Nemizanad) et Une bougie au vent (Shami Dar Bad), avant d'entamer une collaboration fructueuse avec le cinéaste Asghar Farhadi avec À propos d'Elly et Une séparation. 
Devenu célèbre en 2008 avec le film Super Étoile, il tient des rôles importants dans Recherché en mai, Piscine de dessin ou Mahya.
Il reçoit en 2016 le prix d'interprétation masculine du Festival de Cannes pour son rôle dans Le Client.
En 2021, il est membre du jury lors du 40e Festival du film de Fajr.

## Filmographie sélective

### Cinéma
- 2001 : Rokhsareh de Amir Ghavidel
- 2001 : Ádamakha (Un mannequin) de Ali Ghavitan
- 2002 : In Zan Harf Nemizanad (Cette femme ne parle pas)
- 2002 : Zahr e Asal (Amertume du miel) de Ebrahim Sheibani
- 2003 : Vakoneshe Panjom (La Cinquième réaction) de Tahmineh Milani
- 2003 : Elahe-ye Zigorat
- 2003 : Gheseye Eshgh (Histoire d'amour)
- 2003 : Shami dar Bád (Une bougie au vent) de Pouran Derakhshandeh
- 2004 : Rastgári dar 08:20 (Salutation à 08:20)
- 2004 : Gerdab
- 2004 : Ghatle Online (Tueur en ligne)
- 2005 : Pishnahad Panjah Milioni
- 2005 : Baghe Aloche
- 2006 : Bachehaye Abadi (Des enfants éternels) de Pouran Derakhshandeh
- 2006 : Istgáhe Behesht (Station paradis) de Nader Moghaddas
- 2006 : Gheyre Montazereh (Inattendu)
- 2007 : Mahya de Akbar Khajouei
- 2007 : Tanhayi
- 2007 : Parçamha e Qalë e Káve (Les Drapeaux du château de Kaveh) de Mohammad Nourizad
- 2007 : Delshekaste (Cœur-brisé)[2] de Ali Ruyintan
- 2008 : Niloufar (Nénufar) de Sabine El Gemayel
- 2008 : Super Étoile, (Super Star) de Tahmineh Milani
- 2008 : À propos d'Elly (Darbareye Elly) de Asghar Farhadi
- 2009 : Anahita de Azizollah Hamidnezhad
- 2010 : Recherché en mai, (Parse Dar Meh) de Bahram Tavakoli
- 2011 : Barf Rooye Shirvani Dagh de Mohammad Hadi Karimi
- 2010 : Sáye Vahshat (L'Ombre d'horreur)
- 2011 : Une séparation de Asghar Farhadi
- 2011 : Afrique de Houman Seyyedi
- 2011 : Au revoir de Mohammad Rasoulof
- 2011 : Sifflet final de Niki Karimi
- 2012 : Siffler ! Les filles ne pleurent pas de Pouran Derakhshandeh
- 2012 : Yeki Mikhad Bahat Harf Bezane de Manouchehr Hadi
- 2012 : Ashghal Haye Doost Dashtani de Mohsen Amiryoussefi
- 2012 : Khaneh Pedari (Maison paternelle) de Kyanoush Ayari
- 2013 : Cinq étoiles de Mahshid Afsharzadeh
- 2013 : Piscine de dessin de Maziar Miri
- 2013 : Ziba et Je de Fereidoun Hassanpour
- 2013 : Tabir Khab de Reza Dadooi
- 2014 : Temps de l'amour de Alireza Raisian
- 2014 : Sakene Tabaghe ye Vasat
- 2014 : Panj Setareh de Mahshid Afsharzadeh
- 2015 : Tame Shirin Khial de Kamal Tabrizi
- 2015 : Mon frère Khosrow
- 2015 : Examen Final de Adel Yaraghi
- 2016 : Ombre Parallèle de Asghar Naeemi
- 2016 : Gholam de Mitra Tabrizian
- 2016 : Forushande (Le Client) de Asghar Farhadi
- 2021 : Any Day Now de Hamy Ramezan

### Séries télévisées
- 2000-2002: Pas az Baran (Après la pluie), de Saeed Soltani
- 2002-2003: Police Javán (Le Jeune policier), de Siroos Moghaddam
- 2004: Tabe Sard (Fièvre froide), de Alireza Fkhami
- 2007: Madáre Sefr Darajeh (Orbite de zéro degré), de Hassan Fathi
- 2012: Shoghe Parvaz (Passion pour vol), de Yadollah Samadi
- 2015: Shahrzad, de Hassan Fathi

## Distinctions
- 2008: Simorgh de cristal au Festival du film de Fajr, pour Super Étoile
- 2011: Ours d'argent du meilleur acteur au 61eFestival de Berlin avec l'ensemble des comédiens, pour Une séparation
- 2016: Prix d'interprétation masculine au 69e Festival de Cannes, pour Le Client

### Décoration
- Chevalier de la Légion d'honneur (2020)